# Johan Rodríguez
Johan Rubén Rodríguez Álvarez (Monterrey, 1975. augusztus 15. – ) mexikói válogatott labdarúgó. 

## Pályafutása

### Klubcsapatban
Monterreyben született. Pályafutását 1996-ban kezdte a Cruz Azul csapatában, ahol két évet töltött. 1998 és 2004 között a Santos Laguna játékosa volt, melynek színeiben 1997-ben bajnoki címet szerzett és két alkalommal (1996, 1997) megnyerte a CONCACAF-bajnokok kupáját. 2004 és 2005 között a Necaxa, 2006-ban a Monarcas Morelia csapatát erősítette. 2007-ben a Querétaro színeiben fejezte be a pályafutását. 

### A válogatottban
2001 és 2002 között 17 alkalommal szerepelt az mexikói válogatottban és 2 gólt szerzett. Részt vett a 2001-es Copa Américán és a 2002-es világbajnokságon.

## Sikerei, díjai
Cruz Azul
- Mexikói bajnok (1): Invierno 1997
- Mexikói kupagyőztes (1): 1996–97
- CONCACAF-bajnokok kupája győztes (2): 1996, 1997

Santos Laguna
- Mexikói bajnok (1): Verano 2001

Mexikó
- Copa América ezüstérmes (1): 2001